# ビンタン島
ビンタン島 (ビンタンとう、インドネシア語：Pulau Bintan) は、インドネシアのリアウ諸島の中でもっとも広い島である。

## 概要
インドネシアのリアウ諸島州に属し、島南部のタンジュン・ピナンは同州の州都である。西方にはリアウ海峡を挟んでバタム島がある。面積は1,866 km2。人口は約40万人。
シンガポールからシンガポール海峡を隔て南東へ46kmの沖に位置する。自然が数多く残されており、天然のビーチも多いことから、リゾート地として栄えている。なお、ジャカルタと同じタイムゾーンなので、シンガポールとの間には1時間の時差がある。

## 産業

### リゾート

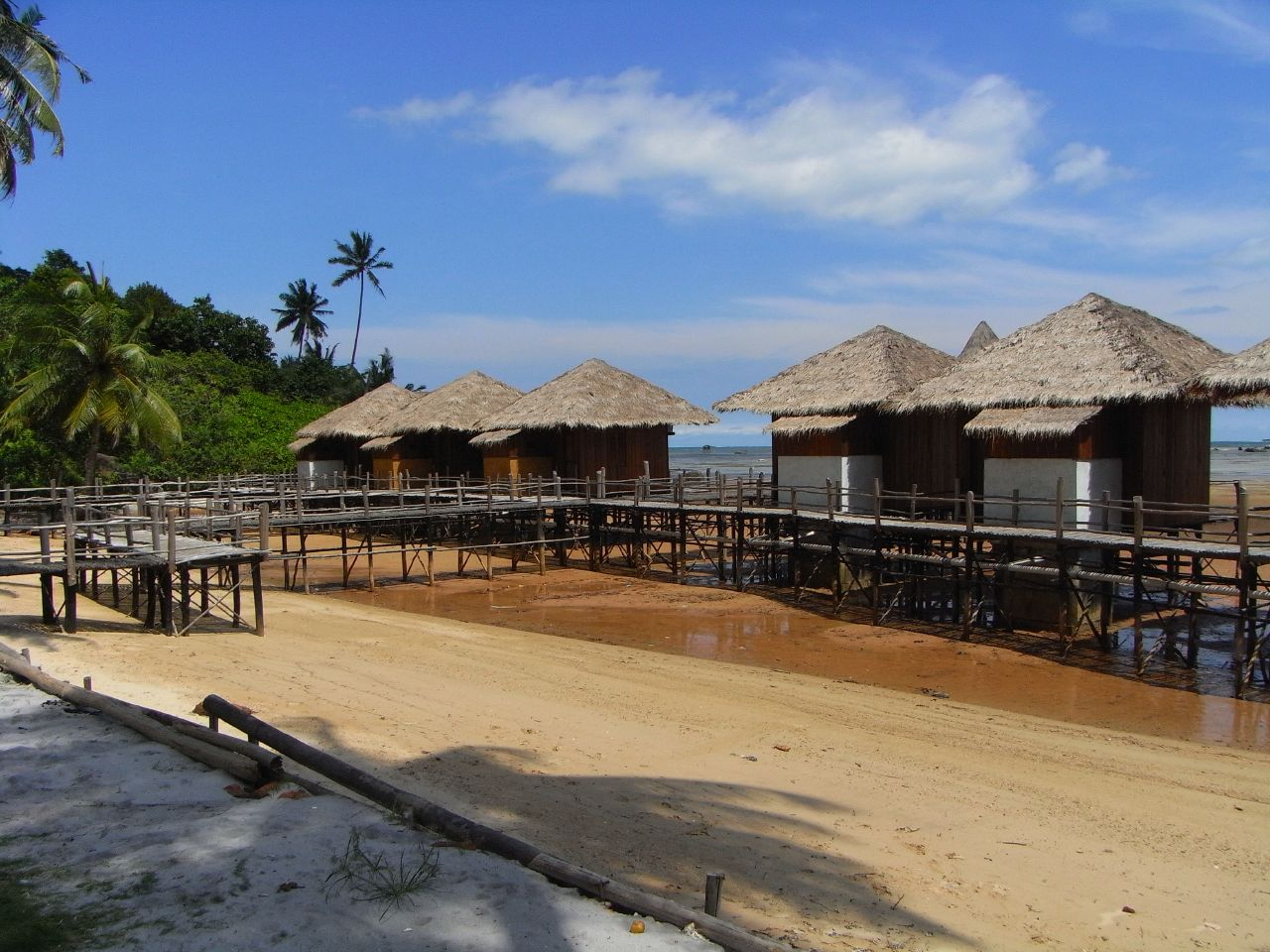
ビンタン島にあるリゾート

1990年代からリゾート地としての開発が本格化し、バンヤン・ツリーやクラブメッドなど数多くのリゾートホテルがビーチに面して建っている他、各種マリンスポーツ施設やゴルフ場、スパなどリゾート地としての整備が充実していることから、シンガポールなどから多くの観光客が訪れる。
- ホテル一覧
  - バンヤン・ツリー・ビンタン (Banyantree Bintan)
  - アンサナリ・ゾート・アンド・スパ・ビンタン (Ansana resort & spa Bintan)
  - ビンタン・ラグーン・リゾート (Bintan Lagoon Bintan)
  - ニルワナ・リゾート・ホテル・ビンタン (Nirwana resort Hotel Bintan)
  - ニルワナ・ビーチ・クラブ (Mirwana Beach Club) 旧マナマナ・ビーチ・クラブ
  - マヤン・サリ (Mayan Sari)
  - インドラ・マヤ (Indra Maya)
  - バンユー・ビル (Banyu Bill)
  - クラブメッド・ビンタン (Club med Bintanl)
  - ビンタン・ロッジ (Bintan Lodge)

### その他
観光業の他に漁業、履物や織物製造を中心とした軽工業などが盛んである。また、ボーキサイトの産地としても知られている。なお、2007年6月29日より、島内の一部が自由貿易地域として指定されている。

## 交通

### 船舶
- バンダル・ベンダン・テラニ・フェリー・ターミナル
  - テルク・セボンにあり、島内のリゾート地への入口港となっている。
- タナ・メラ・フェリー・ターミナル (シンガポール)
  - ビンタン・リゾート・フェリー - 毎日5〜7往復運航。所要時間は約50分。

- タンジュン・ピナン
  - タナ・メラ・フェリー・ターミナル (シンガポール)
    - ペンギン・フェリー・サービス - 毎日2〜3便。

  - インド・ファルコン・シッピング・アンド・トラベル - 毎日2〜3便。
    - ベルリアン・フェリーズ - 毎日3便

- プラウ・ロバム
  - タナ・メラ・フェリー・ターミナル (シンガポール)
    - ペンギン・フェリー・サービス - 月〜土：1〜2便。日曜祝日休航。

### 空港
- ラジャ・ハジ・フィサビッリラー空港(旧名:キジャン空港)
  - タンジュン・ピナンにあり、南シナ海に浮かぶ島嶼を結ぶ国内線が就航している。
    - バタム (インドネシア リアウ諸島州 バタム島)
      - リアウ航空 - 週1便

    - マタク (インドネシア リアウ諸島州 アナンバス諸島 マタク島)
      - リアウ航空 - 週2便

    - ナトゥナ (インドネシア リアウ諸島州 ナトゥナ諸島 ナトゥナ・ベサール島)
      - リアウ航空 - 週2便

    - ペカンバル (インドネシア リアウ州 スマトラ島)
      - リアウ航空 - 週4便